# Єлбулактамацька сільська рада
Єлбулактама́цька сільська рада (рос. Елбулактамакский сельский совет) — муніципальне утворення у складі Біжбуляцького району Башкортостану, Росія. Адміністративний центр — село Єлбулактамак.

## Населення
Населення — 745 осіб (2019, 975 в 2010, 1171 в 2002).

## Склад
До складу поселення входять такі населені пункти:
| Населений пункт         | Населення, осіб (2002) | Населення, осіб (2010) |
| ----------------------- | ---------------------- | ---------------------- |
| Антоновка, присілок     | 38                     | 22                     |
| Єлбулактамак, село      | 741                    | 623                    |
| Качкіново, присілок     | 243                    | 190                    |
| Нижня Курмаза, присілок | 16                     | 17                     |
| Тукай, присілок         | 133                    | 123                    |